# 대중상부
대중상부(大中祥符, 1008년 1월 ~ 1016년)는 북송 진종(眞宗) 조항(趙恆)의 세번째 연호이다. 9년 가량 사용하였다.

## 개원
- 경덕(景德) 5년 1월 6일[1](1008년 2월 15일)에 연호를 대중상부(大中祥符)로 개원함.[2][3][4][5]

- 대중상부(大中祥符) 9년 11월 15일[6](1016년 12월 16일)에 연호를 천희(天禧)로 정하고, 다음 해 1월 1일[7](1017년 1월 31일)에 개원함.[8][9][4][5][10]

## 연대 대조표
| 대중상부   | 원년            | 2년        | 3년        | 4년        | 5년                  | 6년        | 7년        | 8년        | 9년        |
| 서기(西紀) | 1008년          | 1009년     | 1010년     | 1011년     | 1012년               | 1013년     | 1014년     | 1015년     | 1016년     |
| 간지(干支) | 무신(戊申)      | 기유(己酉) | 경술(庚戌) | 신해(辛亥) | 임자(壬子)           | 계축(癸丑) | 갑인(甲寅) | 을묘(乙卯) | 병진(丙辰) |
| 요(遼)     | 통화(統和) 26년 | 27년       | 28년       | 29년       | 30년 개태(開泰) 원년 | 2년        | 3년        | 4년        | 5년        |

## 동시대 연호

### 중국
요(遼)
- 통화(統和) (983년 ~ 1012년)
- 개태(開泰) (1012년 ~ 1021년)

대리국(大理國)
- 명응(明應) (1006년 ~ 1009년)
- 명계(明啓) (1010년 ~ 1022년)

### 베트남
전 레 왕조(前黎朝)
- 까인투이(景瑞) (1008년 ~ 1009년)

리 왕조(李朝)
- 투언티엔(順天) (1010년 ~ 1028년)

### 일본
- 간코(寬弘) (1004년 ~ 1012년)
- 조와(長和) (1012년 ~ 1017년)

## 같이 보기
- 중국의 연호 목록